# Gåstjärnen (Nederluleå socken, Norrbotten, 730346-178290)
Gåstjärnen är en sjö i Luleå kommun i Norrbotten och ingår i Luleälvens huvudavrinningsområde.